# Frank de Brouwer
Frank de Brouwer  (11 oktober 1956) is een voormalig Nederlandse voetballer die uitkwam voor Willem II. Tegenwoordig is hij de teammanager van Willem II.